# Dharma (álbum)
Dharma es el nombre del álbum debut del guitarrista argentino Javier Bagalá, reconocido por haber sido miembro de la banda de thrash metal, Nepal. Este trabajo, se caracteriza por tener en su mayoría, composiciones instruementales. Fue producido por Gonzalo Iglesias en colaboración con Mario Breuer y fue editado en el año 2011.

## Lista de canciones
| N.º | Título                  | Duración |  |
| 1.  | «Funkytension»          | 05:03    |  |
| 2.  | «Déjame ver»            | 05:18    |  |
| 3.  | «Knowing to myself»     | 03:48    |  |
| 4.  | «Little green eyes»     | 04:15    |  |
| 5.  | «Kharma»                | 04:50    |  |
| 6.  | «Dharma»                | 04:29    |  |
| 7.  | «Princess of a kingdom» | 05:18    |  |
| 8.  | «Awake and live»        | 04:41    |  |
| 9.  | «The last time»         | 04:54    |  |
| 10. | «Solo hay un sueño»     | 04:43    |  |
| 11. | «Adromay»               | 05:22    |  |
| 12. | «My great family»       | 04:51    |  |

## Personal
- Guitarra, bajo: Javier Bagalá
- Teclados: Danilo Moschen, Fede Pérez
- Bajo: Demián Planyscig, Alejandro Bouso
- Batería: Diego Cecatto, Alejandro Soto, Alejandro Feketo